# Ballon d'Or 1984
De Ballon d'Or 1984 was de 29e editie van de voetbalprijs georganiseerd door het Franse tijdschrift France Football. De prijs werd gewonnen door Michel Platini (Juventus).
De jury was samengesteld uit 26 journalisten die aangesloten waren bij de volgende verenigingen van de UEFA: West-Duitsland, de DDR, Oostenrijk, België, Bulgarije, Tsjecho-Slowakije, Denemarken, Spanje, Finland, Frankrijk, Griekenland, Hongarije, Engeland, Ierland, Luxemburg, Italië, Nederland, Polen, Portugal, Roemenië, Schotland, Sovjet-Unie, Zweden, Zwitserland, Turkije en Joegoslavië.
De resultaten van de stemming werden gepubliceerd in editie 2020 van France Football op 25 december 1984.

## Stemprocedure
Elk jurylid koos de beste vijf spelers van Europa. De speler op de eerste plaats kreeg vijf punten, de tweede keus vier punten en zo verder. Op die wijze werden 390 punten verdeeld, 130 punten was het maximale aantal punten dat een speler kon behalen (in geval van een zesentwintig koppige jury).

## Uitslag
| Plaats | Speler                | Club                                 | Stemmen | Stemmen | Stemmen | Stemmen | Stemmen | Stemmen | Punten |
| Plaats | Speler                | Club                                 | 1º      | 2º      | 3º      | 4º      | 5º      | Totaal  | Punten |
| ------ | --------------------- | ------------------------------------ | ------- | ------- | ------- | ------- | ------- | ------- | ------ |
| 1º     | Michel Platini        | Juventus                             | 24      | 2       |         |         |         | 26      | 128    |
| 2º     | Jean Tigana           | Girondins Bordeaux                   | 1       | 8       | 5       | 2       | 1       | 17      | 57     |
| 3º     | Preben Elkjær Larsen  | Lokeren / Hellas Verona              |         | 4       | 6       | 7       |         | 17      | 48     |
| 4º     | Ian Rush              | Liverpool                            | 1       | 5       | 4       | 2       | 3       | 15      | 44     |
| 5º     | Fernando Chalana      | Benfica / Girondins Bordeaux         |         | 1       | 3       | 2       | 1       | 7       | 18     |
| 6º     | Graeme Souness        | Liverpool / Sampdoria                |         | 3       | 1       |         | 1       | 5       | 16     |
| 7º     | Harald Schumacher     | 1. FC Köln                           |         |         | 1       | 3       | 3       | 7       | 12     |
| 8º     | Karl-Heinz Rummenigge | Bayern München / Internazionale      |         | 1       | 1       | 1       | 1       | 4       | 10     |
| 9º     | Alain Giresse         | Girondins Bordeaux                   |         |         | 1       | 2       | 2       | 5       | 9      |
| 10º    | Bryan Robson          | Manchester United                    |         |         | 1       | 1       | 2       | 4       | 7      |
| 11º    | Bernd Schuster        | FC Barcelona                         |         | 1       |         |         | 2       | 3       | 6      |
| 12º    | Enzo Scifo            | RSC Anderlecht                       |         | 1       |         |         | 1       | 2       | 5      |
|        | Maxime Bossis         | FC Nantes                            |         |         | 1       |         | 2       | 3       | 5      |
| 14º    | Klaus Allofs          | 1. FC Köln                           |         |         | 1       |         |         | 1       | 3      |
|        | Antonio Cabrini       | Juventus                             |         |         | 1       |         |         | 1       | 3      |
|        | Hans-Peter Briegel    | 1. FC Kaiserslautern / Hellas Verona |         |         |         | 1       | 1       | 2       | 3      |
|        | Rui Jordão            | Sporting Lissabon                    |         |         |         | 1       | 1       | 2       | 3      |
| 18º    | Paul McStay           | Celtic                               |         |         |         | 1       |         | 1       | 2      |
|        | Jesper Olsen          | Ajax / Manchester United             |         |         |         | 1       |         | 1       | 2      |
|        | Morten Olsen          | RSC Anderlecht                       |         |         |         | 1       |         | 1       | 2      |
|        | Gordon Strachan       | Aberdeen / Manchester United         |         |         |         | 1       |         | 1       | 2      |
| 22º    | Rinat Dasajev         | Spartak Moskou                       |         |         |         |         | 1       | 1       | 1      |
|        | Mark Hateley          | Portsmouth / AC Milan                |         |         |         |         | 1       | 1       | 1      |
|        | Silviu Lung           | Universitatea Craiova                |         |         |         |         | 1       | 1       | 1      |
|        | Antonio Maceda        | Sporting Gijón                       |         |         |         |         | 1       | 1       | 1      |
|        | Torbjörn Nilsson      | 1. FC Kaiserslautern / IFK Göteborg  |         |         |         |         | 1       | 1       | 1      |

## Trivia
- Michel Platini won de Ballon d'Or met het hoogste percentage van de stemmen tot dan toe. Alleen Lionel Messi behaalde in 2009 een hoger percentage.

## Referentie
- Eindklassement op RSSSF

France Football:
1956 · 
1957 · 
1958 · 
1959 · 
1960 · 
1961 · 
1962 · 
1963 · 
1964 · 
1965 · 
1966 · 
1967 · 
1968 · 
1969 · 
1970 · 
1971 · 
1972 · 
1973 · 
1974 · 
1975 · 
1976 · 
1977 · 
1978 · 
1979 · 
1980 · 
1981 · 
1982 · 
1983 · 
1984 · 
1985 · 
1986 · 
1987 · 
1988 · 
1989 · 
1990 · 
1991 · 
1992 · 
1993 · 
1994 · 
1995 · 
1996 · 
1997 · 
1998 · 
1999 · 
2000 · 
2001 · 
2002 · 
2003 · 
2004 · 
2005 · 
2006 · 
2007 · 
2008 · 
2009 · 
2016 · 
2017 · 
2018 · 
2019 · 
2021 · 
2022 · 
2023 · 
2024